# Conseil régional du Nord-Pas-de-Calais
Conseil régional des Hauts-de-France
Hôtel de région
Le conseil régional du Nord-Pas-de-Calais est l'assemblée délibérante de la région française de Nord-Pas-de-Calais jusqu'au 31 décembre 2015, à la suite de l'incorporation de la région avec la Picardie afin de former la nouvelle région des Hauts-de-France. 
Il comprend 113 membres et siège entre 2008 et jusqu'à disparition à l'hôtel de région, situé avenue du Président-Hoover, à Lille.
Son dernier président est Daniel Percheron (PS), élu le 13 avril 2001.

## Histoire du Conseil régional
En 1972, la loi du 5 juillet 1972 marque le lancement d'une réforme territoriale en créant des conseils régionaux, d'abord nommés établissements publics régionaux (EPR). 
L'EPR Nord-Pas de Calais est mis en place en 1974 et son premier président (Pierre Mauroy est élu le 9 janvier 1974 lors de sa première séance plénière dans la salle des fêtes de la préfecture de Lille, car la nouvelle institution n'pas encore de siège. Son siège sera ensuite installé au centre de Lille, avec en 1992 l'utilisation des salles du Nouveau Siècle, à Lille pour les réunions plénières ou diverses manifestations, avant la construction du siège actuel.
Comme dans les autres régions, l'établissement public régional du Nord-Pas-de-Calais est alors composés de tous les parlementaires de la région (sénateurs et députés), et en nombre égal de représentants nommés par les conseils généraux et des membres des principales municipalités, élus au sein de celles-ci. 
Il est doté d'un budget modeste, voté chaque année et constitué de quelques taxes fiscales - permis de conduire, taxe additionnelle sur les cartes grises complétées d'emprunts afin de financer des équipements d'intérêt régional. C'est encore le préfet de région (représentant de l'État) qui est l'exécuteur des décisions votées par les élus du conseil régional. Ce conseil est accompagné d'un « comité économique et social » (qui sera renommé conseil économique et social régional en 1992), qui est une assemblée composée de représentants des différents secteurs socio-économiques. Il élabore des rapports, est consulté par le conseil régional et donne des avis à ce même conseil.  

## Composition du conseil régional

### Résultats des élections de 2010
| Tête de liste  | Tête de liste       | Liste                   | Premier tour | Premier tour | Second tour | Second tour | Sièges | Sièges |
| Tête de liste  | Tête de liste       | Liste                   | #            | %            | #           | %           | #      | %      |
| -------------- | ------------------- | ----------------------- | ------------ | ------------ | ----------- | ----------- | ------ | ------ |
|                | Daniel Percheron*   | PS - PRG - MRC          | 358 204      | 29,16        | 704 181     | 51,90       | 73     | 64,60  |
|                | Alain Bocquet       | FG - Alternatifs - DVG  | 132 435      | 10,78        | 704 181     | 51,90       | 73     | 64,60  |
|                | Jean-François Caron | EÉ - MEI                | 126 982      | 10,34        | 704 181     | 51,90       | 73     | 64,60  |
|                | Valérie Létard      | Majorité présidentielle | 233 366      | 19,00        | 351 502     | 25,91       | 22     | 19,47  |
|                | Marine Le Pen       | FN                      | 224 871      | 18,31        | 301 190     | 22,20       | 18     | 15,93  |
|                | Olivier Henno       | MoDem                   | 48 245       | 3,93         |             |             |        |        |
|                | François Dubout     | CNIP                    | 37 051       | 3,02         |             |             |        |        |
|                | Pascale Montel      | NPA                     | 36 870       | 3,00         |             |             |        |        |
|                | Éric Pecqueur       | LO                      | 17 693       | 1,44         |             |             |        |        |
|                | Mickaël Poillion    | Divers                  | 12 648       | 1,03         |             |             |        |        |
|                |                     |                         |              |              |             |             |        |        |
| Inscrits       | Inscrits            | Inscrits                | 2 870 281    | 100,00       | 2 872 257   | 100,00      |        |        |
| Abstentions    | Abstentions         | Abstentions             | 1 593 097    | 55,50        | 1 460 589   | 50,85       |        |        |
| Votants        | Votants             | Votants                 | 1 277 184    | 44,50        | 1 411 668   | 49,15       |        |        |
| Blancs et nuls | Blancs et nuls      | Blancs et nuls          | 48 819       | 3,82         | 54 795      | 3,88        |        |        |
| Exprimés       | Exprimés            | Exprimés                | 1 228 365    | 96,18        | 1 356 873   | 96,12       |        |        |

* liste du président sortant

### Répartition des sièges
| Parti | Parti                             | Nombre de sièges | %     |
| ----- | --------------------------------- | ---------------- | ----- |
|       | Parti socialiste                  | 33               | 30,09 |
|       | Europe Écologie - Les Verts       | 14               | 11,50 |
|       | Parti Communiste Français         | 11               | 09,73 |
|       | Divers Gauche                     | 4                | 03,54 |
|       | Mouvement Républicain et Citoyen  | 3                | 02,65 |
|       | Parti Radical de Gauche           | 3                | 02,65 |
|       | Parti de Gauche                   | 2                | 01,77 |
|       | Mouvement Écologiste Indépendant  | 2                | 01,77 |
|       | Gauche Unitaire                   | 1                | 00,88 |
|       | Total Gauche                      | 73               | 64,60 |
|       | Union pour un mouvement populaire | 16               | 14,16 |
|       | Nouveau Centre                    | 5                | 04,42 |
|       | Parti Radical                     | 1                | 00,88 |
|       | Total Droite                      | 22               | 19,47 |
|       | Front National                    | 18               | 15,93 |
|       | Total Extrême-Droite              | 18               | 15,93 |

### Exécutif
| Statut              | Nom                  |  | Parti | Délégation                                                                      |
| ------------------- | -------------------- |  | ----- | ------------------------------------------------------------------------------- |
| Président           | Daniel Percheron     |  | PS    | Présidence                                                                      |
| 1er vice-président  | Pierre de Saintignon |  | PS    | Développement économique, Nouvelles technologies et Formation Permanente        |
| 2e vice-présidente  | Myriam Cau           |  | EELV  | Développement durable, Démocratie participative et Évaluations                  |
| 3e vice-président   | Jean-Marie Alexandre |  | MRC   | Lycées et Schéma régional des formations                                        |
| 4e vice-présidente  | Catherine Génisson   |  | PS    | Culture                                                                         |
| 5e vice-président   | Emmanuel Cau         |  | EELV  | Aménagement du territoire et Environnement                                      |
| 6e vice-présidente  | Hélène Parra         |  | PS    | Jeunesse et Sports                                                              |
| 7e vice-président   | Wulfran Despicht     |  | PS    | Mer (ports maritimes, pêche, trait de côte, aquaculture, parcs naturels marins) |
| 8e vice-présidente  | Cécile Bourdon       |  | PS    | Santé et Plan anti-cancer                                                       |
| 9e vice-président   | Alain Wacheux        |  | PS    | Transports (dont ports intérieurs)                                              |
| 10e vice-présidente | Sandrine Rousseau    |  | EELV  | Enseignement supérieur et Recherche                                             |
| 11e vice-président  | Jean-Louis Robillard |  | EELV  | Alimentation, Régionalisation de l'agriculture et Ruralité                      |
| 12e vice-présidente | Christine Batteux    |  | PS    | Tourisme                                                                        |
| 13e vice-président  | Rudy Elegeest        |  | PS    | Finances, Contrat de projet État-Région, Europe et Rénovation urbaine           |
| 14e vice-présidente | Majdouline Sbaï      |  | EELV  | Citoyenneté, Coopération décentralisée et Relations internationales             |
| 15e vice-président  | Christophe Pilch     |  | PS    | Apprentissage                                                                   |

## Historique des conseils régionaux

### Liste des présidents du conseil régional du Nord-Pas-de-Calais
De 1974 à 2015, les présidents du conseil régional du Nord-Pas-de-Calais sont toujours de gauche.
| Nom                     | Parti | Parti     | Début | Fin  |
| ----------------------- | ----- | --------- | ----- | ---- |
| Pierre Mauroy           |       | PS        | 1974  | 1981 |
| Noël Josèphe            |       | PS        | 1981  | 1992 |
| Marie-Christine Blandin |       | Les Verts | 1992  | 1998 |
| Michel Delebarre        |       | PS        | 1998  | 2001 |
| Daniel Percheron        |       | PS        | 2001  | 2015 |

### De 1986 à 1992
- 19 du PCF
- 39 du PS
- 39 du RPR/UDF
- 4 divers droite
- 12 du FN

Le président du conseil régional était Noël Josèphe (PS)

### De 1992 à 1998
- 15 du PCF
- 27 du MRG-PS
- 8 des Verts
- 6 de Génération écologie
- 2 de CPNT
- 26 de l'UPF
- 14 divers droite
- 15 du FN

La présidente du conseil régional était Marie-Christine Blandin (Verts).

### De 1998 à 2004

#### Composition du conseil régional 1998-2004
| Parti | Parti                               | Nombre de sièges | %     |
| ----- | ----------------------------------- | ---------------- | ----- |
|       | Parti socialiste                    | 27               | 23,89 |
|       | Parti communiste français           | 12               | 10,62 |
|       | Les Verts                           | 9                | 07,96 |
|       | Mouvement des citoyens              | 2                | 01,77 |
|       | Parti Radical de Gauche             | 1                | 00,88 |
|       | Total Gauche                        | 51               | 45,13 |
|       | Rassemblement Pour la République    | 19               | 16,81 |
|       | Union pour la Démocratie Française  | 16               | 14,16 |
|       | Chasse, Pêche, Nature et Traditions | 2                | 01,77 |
|       | Total Droite                        | 37               | 32,74 |
|       | Front national                      | 18               | 15,93 |
|       | Total Extrême-Droite                | 18               | 15,93 |
|       | Lutte Ouvrière                      | 7                | 06,19 |
|       | Total Extrême-Gauche                | 7                | 06,19 |

### De 2004 à 2010

#### Résultats des élections de 2004
| Tête de liste  | Tête de liste       | Liste           | Premier tour | Premier tour | Second tour | Second tour | Sièges | Sièges |
| Tête de liste  | Tête de liste       | Liste           | Voix         | %            | Voix        | %           | Sièges | %      |
| -------------- | ------------------- | --------------- | ------------ | ------------ | ----------- | ----------- | ------ | ------ |
|                | Daniel Percheron*   | PS - PRG - MRC  | 484 798      | 29,89        | 883 885     | 51,84       | 73     | 64,60  |
|                | Alain Bocquet       | PCF             | 173 200      | 10,68        | 883 885     | 51,84       | 73     | 64,60  |
|                | Jean-François Caron | Les Verts       | 101 808      | 6,28         | 883 885     | 51,84       | 73     | 64,60  |
|                | Jean-Paul Delevoye  | UMP - CPNT      | 280 102      | 17,27        | 484 817     | 28,43       | 24     | 21,24  |
|                | Valérie Létard      | UDF             | 129 827      | 8,01         | 484 817     | 28,43       | 24     | 21,24  |
|                | Carl Lang           | FN              | 290 908      | 17,94        | 336 434     | 19,73       | 16     | 14,16  |
|                | Nicole Baudrin      | LO - LCR        | 82 868       | 5,11         |             |             |        |        |
|                | Henri Bailleul      | MEI             | 33 230       | 2,05         |             |             |        |        |
|                | Georges Hien        | Divers          | 25 433       | 1,57         |             |             |        |        |
|                | Yann Phelippeau     | MNR             | 19 551       | 1,21         |             |             |        |        |
|                | Jean-Marc Maurice   | Droit de chasse | 11           | 0,00         |             |             |        |        |
|                |                     |                 |              |              |             |             |        |        |
| Inscrits       | Inscrits            | Inscrits        | 2 790 865    | 100,00       | 2 791 231   | 100,00      |        |        |
| Abstentions    | Abstentions         | Abstentions     | 1 078 143    | 38,63        | 1 009 427   | 36,16       |        |        |
| Votants        | Votants             | Votants         | 1 712 722    | 61,37        | 1 781 804   | 63,84       |        |        |
| Blancs et nuls | Blancs et nuls      | Blancs et nuls  | 90 987       | 5,31         | 76 668      | 4,30        |        |        |
| Exprimés       | Exprimés            | Exprimés        | 1 621 735    | 94,69        | 1 705 136   | 95,70       |        |        |

* liste sortante

#### Composition du conseil régional 2004-2010
| Parti | Parti                              | Nombre de sièges | %     |
| ----- | ---------------------------------- | ---------------- | ----- |
|       | Parti socialiste                   | 40               | 35,40 |
|       | Parti communiste français          | 18               | 15,93 |
|       | Les Verts                          | 9                | 07,96 |
|       | Mouvement Républicain et Citoyen   | 3                | 02,65 |
|       | Parti radical de gauche            | 2                | 01,77 |
|       | Divers Gauche                      | 1                | 00,88 |
|       | Total Gauche                       | 73               | 64,60 |
|       | Union pour un mouvement populaire  | 17               | 15,04 |
|       | Union pour la démocratie française | 6                | 05,31 |
|       | Divers droite                      | 1                | 00,88 |
|       | Total Droite                       | 24               | 21,24 |
|       | Front national                     | 16               | 14,16 |
|       | Total Extrême-Droite               | 16               | 14,16 |

## Identité visuelle

Premier logo de la région (cœur et le beffroi) de 1982 à 1993.
Logo de la région de 1993 à 2007.
Logo de la région de 2007 à 2014.
Logo de la région entre septembre 2014 et décembre 2015.

### Écharpe des élus régionaux
Les élus du conseil régional du Nord-Pas-de-Calais arborent une écharpe noire et jaune. Une telle écharpe n’est pas officielle mais son port ne constitue pas un délit puisqu’il ne s’agit pas de l’écharpe bleu-blanc-rouge.

## Aménagement du territoire
Le législateur a attribué à la région une compétence en matière d'aménagement du territoire, notamment traduite par le schéma régional d'aménagement et de développement durable du territoire (SRADT, validé  en séance plénière le 22 novembre 2006), incluant le schéma régional de transport).  Ce schéma pose les principes et le cadre (charte) d'un développement durable, équilibré et solidaire du territoire régional, pour les territoires, collectivités, entreprises, associations, et vise à répondre aux enjeux et exigences d'un développement durable respectant les richesses patrimoniales, humaines, culturelles et environnementales du Nord-Pas-de-Calais. Il a été coproduit par plusieurs centaines de personnes réunies en groupes de travail coanimés par un bureau d'études et par les services de la région, réunis six fois entre 2002 et 2006 (« Europe », « Environnement et Ressources », « Économie et Développement », « Modes de vie, Individus et Société », « Région Urbaine », « Institutions, associations et participation », « Mobilité des personnes », « Déplacement des marchandises », rattachés pour les deux derniers groupes à l'élaboration du schéma régional des transports) . Chaque groupe avait pour mission de repérer et si possible hiérarchiser les tendances et les enjeux, évolutions, phénomènes émergents, ruptures en cours ou souhaitées, et à proposer des moyens de régulation, sur des « problématiques transversales plutôt que de s’attacher à des analyses
thématiques et sectorielles », à traduire en un projet à vingt ans, pour confrontation et synthèse de l'ensemble de ces projets, avant intégration de deux rapports du conseil économique, social et environnemental régional  et de représentations cartographiques synthétiques (Atlas cartographique), pour présentation aux deux départements et soumission à l'assemblée régionale.
C'est un document de référence et de cohérence qui définit les orientations de développement régional (projet de territoire) à moyen terme, s’appliquant aux différents schémas régionaux sectoriels.  
Il s'est construit avec le CESR (devenu CESER) une dynamique associant des apports institutionnels, d’expertise et participatifs, avec de nombreuses publications éditées chemin faisant tout au long d'une procédure construite en deux phases :
- une phase prospective (qui s'est poursuivie, dans le cadre du « SRADT permanent » à horizon de vingt ans, voire plus pour mieux anticiper le réchauffement climatique et les conséquences de la montée des océans), pour déterminer les tendances, ruptures, phénomènes émergents ;
- une phase de constitution d'une charte régionale d'aménagement et de développement (horizon de dix ans) pour déterminer les enjeux, priorités et objectifs à mettre en œuvre ;
- un SRADT permanent[7] a été mis en place, avec six Fabriques de prospective[8], des rencontres et groupes de travail qui ont mis en œuvre des schémas régionaux sectoriels (politique régionale des Pays, mise en œuvre des fonds territoriaux, PLDE, Trame verte et bleue…).

L'actualisation, prévue par la loi,  a été réalisée en 2011) et fait évoluer le SRADT dans le cadre d'un projet de transformation écologique et sociale du Nord-Pas-de-Calais, en intégrant notamment les apports du schéma régional climat air énergie (SRCAE) et schéma régional de cohérence écologique (SRCE) coélaborés avec l'état via la direction régionale de l'environnement, de l'aménagement et du logement (DREAL).

## Patrimoine
Dans le cadre des nouvelles compétences acquises dans le cadre de la décentralisation, le conseil régional a en 2005 accueilli le service de l'Inventaire général du patrimoine culturel, qui a pour mission de recenser, étudier et faire connaître le patrimoine culturel régional.

## Pour approfondir